# Sendai Mediatheque

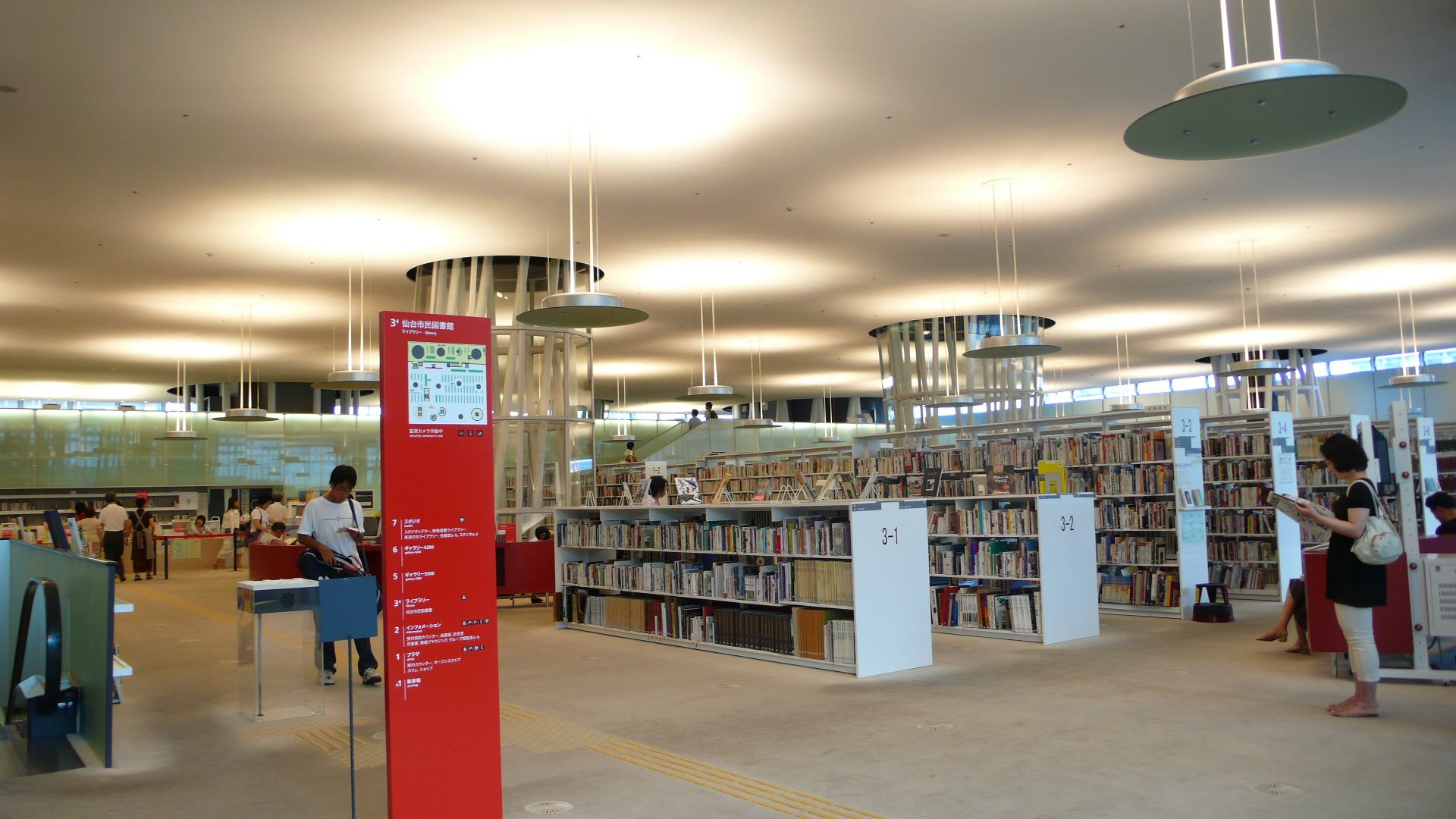
Sendai Mediatheque.

Sendai Mediatheque är ett kulturhus i Sendai, Miyagi prefektur, Japan. Biblioteket är en huvudverksamhet, men där finns också café, konsthall, biograf och olika mötesrum. Kulturhuset är beläget i centrala Sendai. Byggnaden designades av Toyo Ito 1995 och färdigställdes 2001. 